# Die Karawane und die Auferstehung
Die Karawane und die Auferstehung ist eine kurze Erzählung von Ingeborg Bachmann, die am 25. Dezember 1949 in der „Wiener Tageszeitung“ mit einem Holzschnitt von Werner Berg unter dem Titel „Karawane im Jenseits“ abgedruckt wurde. Eine Zweitfassung brachte der „Wiener Kurier“ zu Ostern 1952.

## Inhalt

### Handlung
Ein gestorbener Greis findet sich im Jenseits wandernd in einer Wüste wieder. Darin sind einige irdische Gesetze der Logik anscheinend aufgehoben. Obwohl der Alte erst kurze Zeit unterwegs ist, kann er die Einöde nicht überblicken. In einem Zwielicht sind weder Schatten noch Farben erkennbar. Während der Tote anfangs allein marschierte, gesellt sich nun ein fröhlicher kleiner Junge ihm zu. Dem nicht genug. Der Leichenzug wächst an zur Karawane, die außerdem noch aus einem jungen Mädchen, einem jungen Versehrten und einer Greisin besteht. Keiner der drei Hinzugekommenen ist fröhlich, doch jeder hat noch ein paar von seinen Gedanken festhalten können – an die Familie, an die Mitmenschen, an seinen Tod vor Gott oder an die Jahreszeit Frühling am Todestag. Der kleine Junge weiß nichts von der Familie, von Mitmenschen, vom Sterben vor Gott, geschweige denn vom Frühling. Sein ganzes kurzes Leben hat er ohne einen Mucks auf dem Fleck im Waisenhaus gelegen. Die Leere und die Weite der oben beschriebenen Wüste sind ihm vertraut. Da überkommt dem Kleinen – initiiert durch furchtbar laut ertönenden Glockenklang – eine nicht gekannte Fröhlichkeit. Die treibt ihn an. Er springt vor zu dem Greis an den Kopf der Karawane. Als der kleine Junge mit dem alten Mann reden will, bekommt er keine Antwort. Niemand der anderen drei Toten antwortet. Der Junge brennt. Die Wanderer „sind nicht mehr“. Anstelle des Kleinen brennt ein Flämmchen in der hereingebrochenen totalen Finsternis.

## Form
Als der Kleine spricht und der junge Versehrte ihm antworten möchte, aber nicht mehr kann, geht Ingeborg Bachmann für den Rest des kurzen Textes vom Präteritum in das Präsens über.

## Rezeption
Die Autorin habe die Karawane der Toten aus der Vorstellungswelt des Alten Orients übernommen und an die Stelle der garstigen Dämonen in der sonst menschenleeren Wüste den schauerlich dröhnenden Glockenklang gesetzt. Als der kleine Junge nach jenem akustischen Einbruch in die Abgeschiedenheit auf einmal aller Sprachen gewärtig ist, ohne eine einzige zu sprechen, wird Bartsch an Wittgensteins Tractatus erinnert: Erkennte der Mensch diese Welt auch außerhalb unserer Sphäre, könnte er seine famose Erkenntnis uns doch nicht mitteilen, eben weil sie unaussprechlich sei. Dennoch habe Ingeborg Bachmann für jenes Unaussprechliche das Bild der reinen Flamme – offenbar vom brennenden Dornbusch entlehnt – gefunden. Die Auferstehung – mit Metaphern wie Feuer verbunden – sei zwar nicht verifizierbar, wohl aber durch jenes mystische Bild von der „Überwindung des Diffusen“ durch diese Flamme vermittelbar. Noch eingängiger als Bartschs „Erklärung“ des oben genannten Sprachenwunders ist Weigels Referenz auf das Pfingstwunder.
Beicken sieht das Tröstliche in dieser Allegorie. Gerade das angreifbare Individuum könne unter Umständen erlöst werden.

### Textausgaben
Verwendete Ausgabe
- Christine Koschel (Hrsg.), Inge von Weidenbaum (Hrsg.), Clemens Münster (Hrsg.): Ingeborg Bachmann. Werke. Zweiter Band: Erzählungen. 609 Seiten. Piper, München 1978 (5. Aufl. 1993), ISBN 3-492-11702-3, S. 23–27

### Sekundärliteratur
- Otto Bareiss, Frauke Ohloff: Ingeborg Bachmann. Eine Bibliographie. Mit einem Geleitwort von Heinrich Böll. Piper, München 1978. ISBN 3-492-02366-5
- Peter Beicken: Ingeborg Bachmann. Beck, München 1988. ISBN 3-406-32277-8 (Beck’sche Reihe: Autorenbücher, Bd. 605)
- Kurt Bartsch: Ingeborg Bachmann. Metzler, Stuttgart 1997 (2. Aufl., Sammlung Metzler. Band 242). ISBN 3-476-12242-5
- Monika Albrecht (Hrsg.), Dirk Göttsche (Hrsg.): Bachmann-Handbuch. Leben – Werk – Wirkung. Metzler, Stuttgart 2002. ISBN 3-476-01810-5
- Sigrid Weigel: Ingeborg Bachmann. Hinterlassenschaften unter Wahrung des Briefgeheimnisses. dtv, München 2003 (Zsolnay, Wien 1999). ISBN 3-423-34035-5, S. 52–53 und S. 69–71

## Anmerkung
1. ↑  
Nach Weigel (Weigel, S. 52–53 oben) markiert das kleine Prosastück einen temporären Wendepunkt in Ingeborg Bachmanns Schaffen. Ihr Auftritt ein paar Wochen später in Niendorf leitete den Aufstieg als Lyrikerin ein.